# Otto Rossbach
Otto Rossbach (Breslavia, 13 luglio 1858 – Königsberg, 22 luglio 1931) è stato un archeologo, filologo classico e numismatico tedesco.

## Biografia
Otto Rossbach era il figlio del filologo classico e archeologo August Rossbach (1823–1898) e della moglie Auguste Westphal. Frequentò il Maria-Magdalenen-Gymnasium a Breslavia, allora città della Prussia, oggi in Polonia. Nell'autunno del 1876 ricevette il diploma di scuola secondaria superiore e iniziò a studiare filologia classica, storia e filosofia.
Durante l'Università nel 1877 divenne membro della Alte Breslauer Burschenschaft der Raczeks, una Burschenschaft di Breslavia. Dopo gli anni universitari a Jena, Breslavia e Rostock nel 1882 si laureò in quest'ultima università con la tesi Disquisitionum de Senecae filii scriptis criticarum capita II. 
Poi andò alla Università di Berlino e si dedicò per due anni principalmente a studi archeologici, finché il Reisestipendium dell'Istituto archeologico germanico non gli consentì lunghi viaggi di studio in Italia, Grecia, Francia e Inghilterra (1884–1885). I suoi studi sui manoscritti in Inghilterra hanno preparato il terreno per il suo lavoro De Senecae philosophie librorum recensione et emendatione, una elaborazione per una critica del testo di Seneca, con cui il 1º luglio 1887 ottenne l'abilitazione per la filologia e l'archeologia classiche alla Università di Breslavia.
Dopo la sua abilitazione Rossbach lavorò come Privatdozent a Breslavia e pubblicò saggi archeologici che furono accolti positivamente come il suo lavoro su Seneca. Dopo altri due viaggi di studio (1888 e 1890) fu nominato per il semestre estivo del 1890 professore straordinario di filologia classica alla Kiel. Nella primavera del 1895 passò, come successore del defunto Gustav Hirschfeld, al ruolo di professore ordinario alla Albertus-Universität Königsberg, dove nei suoi corsi mise l'accento sulla archeologia. Ha lavorato a Königsberg come condirettore dei corsi di filologia, direttore della collezione archeologia e del gabinetto numismatico dell'Università. Contemporaneamente lavorò come docente all'accademia delle arti. Nel 1900 fu nominato membro corrispondente del Deutsches Archäologisches Institut, e l'11 marzo del 1912 al Geheimrat. Al 1926 divenne professore emerito.

## Opere
- Disquisitionum de Senecae filii scriptis criticarum capita II, Rostock, 1882 (Dissertation)
- De Senecae Philosophi librorum recensione et emendatione, Breslau, 1888
- Castrogiovanni, das alte Henna in Sizilien. Nebst einer Untersuchung über griechische und italische Todes- und Frühlingsgötter, Leipzig, 1912
- L. Annaeus Seneca: Divi Claudii apotheosis per stauram quae apocolocyntosis vulgo dicitur, Bonn, 1926

Rossbach è inoltre uno degli autori della Paulys Realencyclopädie der classischen Altertumswissenschaft, parte dei quali sono accessibili su Wikisource in tedesco.